# Bill Frisell
William Richard "Bill" Frisell (sinh ngày 18 tháng 3 năm 1951) là nhạc công guitar và nhạc sĩ người Mỹ.
Dù đã trở thành một trong những tay guitar jazz quan trọng từ cuối thập niên, Frisell cũng chịu ảnh hưởng từ progressive folk, nhạc cổ điển, country, noise và hơn nữa.

## Tiểu sử

### Những năm đầu
Frisell sinh ra ở Baltimore, Maryland, nhưng dành hầu hết tuổi trẻ sống tại Denver, Colorado area. Ông học clarinet với Richard Joiner của Denver Symphony Orchestra và đến Đại học Bắc Colorado để học nhạc.
Thầy dạy guitar đầu tiên của ông là Dale Bruning tại vùng đô thị Denver-Aurora, người Frisell hợp tác trong album Reunion (2000). Sau khi tốt nghiệp đại học Bắc Colorado, nơi ông học cùng Johnny Smith, Frisell đến Học viện âm nhạc Berklee tại Boston, tại đây ông theo học Jon Damian và Jim Hall.

### ECM Records
Cơ hội lớn đến với Frisell khi Pat Metheny không thể tham gia thu âm, và giới thiệu Frisell đến Paul Motian, người đang thu âm Psalm (1982) cho ECM Records. Frisell trở thành người chuyên chơi guitar cho ECM, tham gia nhiều album khác nhau, đánh chú ý là Paths, Prints (1981) của Jan Garbarek. Đĩa nhạc solo đầu tiên của Frisell là In Line, với tay bass Arild Andersen.

### Thời kỳ thành phố New York
Frisell lần đầu tiên nhận được nhiều ca ngợi khi tham gia một bộ tứ cùng Kermit Driscoll (bass), Joey Baron (trống), và Hank Roberts (cello) (sau chuyển thành bộ tam khi Roberts rời nhóm).
Thập niên 1980, Frisell sống ở Thành phố New York, đồng thời hoạt động tích cực trong giới nhạc khu vực. Ông sống ở Hoboken, New Jersey, nơi tiều thuê nhà rẻ hơn nhưng vẫn dễ dàng lưu thông vào thành phố. Ông kết bạn với John Zorn—trở thành thành viên của ban nhạc Naked City của Zorn— cũng như biểu diễn và thu âm với nhiều người khác. 

## Đĩa nhạc chọn lọc

### Album
| Tiêu đề                                                      |  | Năm  |  | Hãng đĩa          |
| ------------------------------------------------------------ |  | ---- |  | ----------------- |
| In Line                                                      |  | 1983 |  | ECM               |
| Rambler                                                      |  | 1984 |  | ECM               |
| Lookout for Hope                                             |  | 1987 |  | ECM               |
| Before We Were Born                                          |  | 1989 |  | Nonesuch          |
| Is That You?                                                 |  | 1990 |  | Nonesuch          |
| Where in the World?                                          |  | 1991 |  | Nonesuch          |
| Have a Little Faith                                          |  | 1992 |  | Nonesuch          |
| This Land                                                    |  | 1994 |  | Nonesuch          |
| Go West: Music for the Films of Buster Keaton                |  | 1995 |  | Nonesuch          |
| The High Sign/One Week: Music for the Films of Buster Keaton |  | 1995 |  | Nonesuch          |
| Live                                                         |  | 1995 |  | Gramavision       |
| Quartet                                                      |  | 1996 |  | Nonesuch          |
| Nashville                                                    |  | 1997 |  | Nonesuch          |
| Gone, Just Like a Train                                      |  | 1998 |  | Nonesuch          |
| Good Dog, Happy Man                                          |  | 1999 |  | Nonesuch          |
| The Sweetest Punch                                           |  | 1999 |  | Decca             |
| Ghost Town                                                   |  | 2000 |  | Nonesuch          |
| Blues Dream                                                  |  | 2001 |  | Nonesuch          |
| With Dave Holland and Elvin Jones                            |  | 2001 |  | Nonesuch          |
| The Willies                                                  |  | 2002 |  | Nonesuch          |
| The Intercontinentals                                        |  | 2003 |  | Nonesuch          |
| Unspeakable                                                  |  | 2004 |  | Nonesuch          |
| Richter 858                                                  |  | 2005 |  | Songlines         |
| East/West                                                    |  | 2005 |  | Nonesuch          |
| Bill Frisell, Ron Carter, Paul Motian                        |  | 2006 |  | Nonesuch          |
| History, Mystery                                             |  | 2008 |  | Nonesuch          |
| Disfarmer                                                    |  | 2009 |  | Nonesuch          |
| Beautiful Dreamers                                           |  | 2010 |  | Savoy Label Group |
| Sign of Life                                                 |  | 2011 |  | Savoy Label Group |
| All We Are Saying                                            |  | 2011 |  | Savoy Label Group |
| Silent Comedy                                                |  | 2013 |  | Tzadik            |
| Big Sur                                                      |  | 2013 |  | Okeh              |
| Guitar in the Space Age!                                     |  | 2014 |  | Okeh              |